# 田中貢

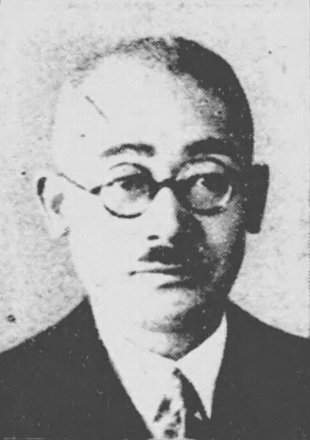
田中貢

田中 貢（たなか みつぐ、1891年（明治24年）10月21日 - 1961年（昭和36年）12月21日）は、日本の衆議院議員（立憲民政党→日本進歩党）。経済学者。

## 経歴
広島県呉市出身。1917年（大正6年）に東京帝国大学法科大学政治科を卒業し、明治大学教授に就任した。1921年（大正10年）より東京帝国大学経済学部講師を兼ね、同年から欧米で経済政策・社会政策を学び、翌年に帰国した。1925年（大正14年）には、明治大学より商学博士の学位を受けた。
1930年（昭和5年）、第17回衆議院議員総選挙に出馬し、当選。第22回に至るまで5回当選を果たし、1946年6月22日に議員を辞職した。その間、陸軍省の委嘱でドイツとイタリアの経済・財政政策を視察した。
その他に内閣調査局参与、大日本産業報国会理事・国防経済研究所長、王子製紙株式会社顧問を務めた。

## 著書
- 『社会政策』（1922年、明治大学出版部）
- 『工業政策』（1925年、栗田書店）
- 『商工政策と財政』（1926年、文明者）
- 『独逸財政経済の実情』（1939年、関東産業団体聯合会事務所）
- 『独逸物価政策の理論と実際』（1942年、大新社）